# Vegetation
Vegetation är en allmän term för växtlivet i ett område. Det syftar på hur marken täcks av växter. Vegetationen utgör den dominerande delen av den landbaserade delen av biosfären. 
Vegetationen har flera funktioner som är helt nödvändiga för biosfären, från mikronivå till globala processer. 
1. Vegetationen reglerar intensiteten i flera biogeokemiska cykler (kretslopp). De viktigaste av dessa är vatten-, kol- och kväve-cyklerna. Den är också viktig för den globala energibalansen. Sådana cykler är viktiga, inte bara för de globala spridningsmönstren för olika vegetationstyper, utan också för formandet av klimatet.
2. Vegetationen har avgörande betydelse för formandet av jordmånen (myllan), bland annat för dess djup, kemiska sammansättning och mekaniska egenskaper. Detta har i sin tur djupa återverkningar på vegetationen och påverkar till exempel dess artsammansättning och produktivitet.
3. Vegetationen utgör livsrum och energikälla för djurlivet.
4. Vegetationen har central betydelse för världsekonomin. Särskilt har den till exempel producerat de fossila bränslena, som utgör den största energikällan. Vegetationen producerar också all mat och mycket av råvaran till andra material, till exempel papper.Vegetation är även som markanvändning.

## Klassifikation
En vegetationszon utgörs av ett område med liknande vegetationstyper. En viss typ av vegetationszon motsvarar oftast en sorts klimatzon. I det som kallas biom ingår även faunan. En vegetationsregion eller biotisk region förekommer parallellt i olika världsdelar. Exempel på detta är den boreala tajgazonerna som förekommer i både Eurasien och Nordamerika. Vegetationsområden i bergstrakter som är begränsade vertikalt kallas vegetationsbälten.
Växtsamhällen kallas även fytocenos är en samling individer av samväxande växtarter. Begreppet vegetationstyp har samma definition men används mer för större områden.